# Erkan Zengin
Erkan Zengin, né le 5 août 1985 à Kulu, est un footballeur international suédois d’origine turque et assyrienne. Il joue au poste d'ailier. 
À 9 ans il commence à l’académie de football de Hammarby. À 17 ans il a joué pour l’équipe de Turquie espoirs de football moins de 18 ans. Après avoir acquis la nationalité suédoise il joua dans l’équipe de Suède des moins de 21 ans.

## Carrière professionnelle

### À Hammarby
Il commence sa carrière professionnelle en 2004 en jouant face à Malmö FF.

### À Beşiktaş
Il est prêté à Beşiktaş Jimnastik Kulübü le 23 janvier 2009 avec une option d’achat de 400 000 euros. Le club turc utilise son option d'achat en 2009, Il joue son premier match à Beşiktaş Jimnastik Kulübü le 28 janvier 2009 contre Antalyaspor en Coupe de Turquie.

### À Eskisehirspor
Erkan Zengin signe un contrat le 24 juin 2010 de 2 ans plus une année en option avec Eskisehirspor.

## Statistiques

### Statistiques d'entraîneur
| Club                | Début           | Fin             | Résultats | Résultats | Résultats | Résultats | Résultats |
| Club                | Début           | Fin             | M         | V         | N         | D         | V. %      |
| ------------------- | --------------- | --------------- | --------- | --------- | --------- | --------- | --------- |
| Fatih Karagümrük SK | 16 octobre 2019 | 4 novembre 2019 | 4         | 2         | 1         | 1         | 50,00     |
| Total               | Total           | Total           | 4         | 2         | 1         | 1         | 50,00     |

## Palmarès

### Palmarès de joueur

#### En club
| Beşiktas JK - Coupe de Turquie - Vainqueur en 2009 - Championnat de Turquie - Champion en 2009 |